# Журналистика
Журнали́стика (от фр. journaliste ← journal ← лат. diurnalis, diurnale «ежедневное известие, весть») — общественная и производственная деятельность по сбору, обработке и периодическому распространению актуальной социальной информации (через печать, радио, телевидение, кино и тому подобное).
Основная характеристика журналистики — отражение действительности, или жизнь общества и человека. Во 2-й половине XIX — начале XX веков появились фото- и киножурналистика, в 1920–1940-е гг. — радио- и тележурналистика.
Журналистика институционально является частью средств массовой информации, то есть входит в многофункциональные институты общества, такие, как пресса, телевидение, радио, интернет и др.
Часть исследователей считает, что существуют два основных направления журналистики — журналистика исследования и журналистика расследования. Журналист-исследователь, как правило, работает с открытыми (доступными) источниками информации, а в расследовании журналист вторгается в область закрытой (недоступной) информации. Соответственно методики работы в том и другом направлениях различны. В демократических государствах журналистов-расследователей принято называть «цепными псами демократии» или «разгребателями грязи». Биполярный подход к направлениям журналистики сегодня оспаривается и признаётся упрощённым.
Журналистика как наука — система художественных, культурологических, исторических, социологических и др. дисциплин, охватывающая полный цикл создания и управления практической журналистикой в обществе, её влияния на изменения общественных процессов.
Слово журналистика введено в русский язык Николаем Полевым.

## Этимология слова
Распространённое в русском языке слово журнал заимствовано из французского языка давно, ещё в Петровскую эпоху. фр. journal возникло на базе сочетания papier journal — «ежедневная газета», где journal — «ежедневный» — восходит к латинскому diurnalis.
Лексикологи утверждают, что слово журналист впервые используется у М. Ломоносова («Рассуждение об обязанностях журналистов при изложении ими сочинений, предназначенное для поддержания свободы философии»), которая была опубликована без подписи во французском (с латинского) переводе в журнале «Nouvelle bibliothèque germanique; ou, Histoire littéraire de l’Allemagne, de la Suisse, & des pays du Nord». В массовое употребление слово журналистика введено в русский язык Николаем Полевым.
В 59 году до Р. Х. в Риме появился первый прообраз газеты. По указанию Цезаря, на глиняных дощечках стали выходить «Acta diurna senatus ас populi» («Ежедневные протоколы сената и римского народа»), которые со временем разделились на два направления. В «Acta senatus», которые вывешивались в здании форума, сообщалось о выступлениях в сенате. Это был прообраз элитарной, качественной газеты. «Acta diurna populi romani» выставлялись на площадях, базарах. Там говорилось о городских новостях. С газеты снимали копии, значит, можно говорить о её тираже. «Acta diurna» отличались лаконичностью и доступностью и явились прообразом современной массовой газеты. Люди, которые собирали материалы для «Acta diurna», предшественники современных репортёров, назывались диурналистами. Отсюда этимология слова «журналист».

## Значения термина
Журналистика — социальный институт общества, который включает в себя редакции газет и журналов, книжных издательств, телерадиокомпаний, работа которых (подготовка и передача в массовую аудиторию периодики, программ радио и телевидения) обеспечивается инфраструктурой журналистики: технической, информационной, организационно-управленческой; к инфраструктуре относятся также учебные и научные центры.
Журналистика — система видов деятельности, включающая поиск, получение, производство и распространение массовой информации, учреждение средств массовой информации, владение, пользование и распоряжение ими, изготовление, приобретение, хранение и эксплуатация технических устройств и оборудования, сырья и материалов, предназначенных для производства и распространения продукции средств массовой информации, не подлежат ограничениям, за исключением предусмотренных законодательством Российской Федерации о средствах массовой информации.
Журналистика — это совокупность профессий, важных для обеспечения всех областей её деятельности. Помимо традиционных профессий, определяемых основной работой — авторской (корреспондентской), редакторской, организаторской, — в современной журналистике всё более важное место занимают специалисты по менеджменту, маркетингу, рекламе, инженерному обеспечению (в частности, инженеры связи, видеоинженеры, программисты и операторы ЭВМ и т. д.), для успешной деятельности которых требуются профессионально-журналистские ориентации.
Журналистика — это комплекс каналов передачи массовой информации, использующих различные средства коммуникации (печать, радио, телевидение, Интернет) и образующих разнообразные типы изданий и программ (общенациональные и местные, общие и специализированные по аудитории, тематике, сфере экономики, области жизни, характеру социальной позиции, направленности, творческому облику и т. д.), действующих в национальном и глобальном информационном пространстве.
Журналистика — система произведений, для подготовки которых требуются работники разных профессий, обладающие специфическими знаниями, навыками, способностями. Под системой произведений следует понимать не только журналистские произведения, подготовленные авторами, а затем скомпонованные редакционными работниками в номера газет и журналов, в программы телевидения и радио, в бюллетени агентств, но и разнообразные непубликуемые произведения журналистики (такие, как программные сетки, сценарные и режиссёрские планы), различные внутриредакционные материалы (планы работы, обзоры писем, сводки рекомендаций и т. д.), ответы на письма читателей, обращения в различные институты.
Журналистика как наука — система художественных, культурологических, исторических, социологических и др. дисциплин, охватывающая полный цикл создания и управления практической журналистикой в обществе, её влияния на изменения общественных процессов.

«Журналистика — профессия почти столь же древняя, как… словом, это вторая древнейшая профессия».— Роберт Сильвестр, «Вторая древнейшая профессия»

## История
Журналистика возникала у каждого народа на достаточно высокой ступени социального развития. Феодальное общество с его разобщённостью и натуральным хозяйством практически не нуждалось в широком обмене информацией. Только с ростом капиталистических отношений — товарного обмена или, по крайней мере, развитием элементов капиталистического уклада в рамках феодализма — появлялись современные способы распространения информации с помощью тиражирования новостей на машинной основе, зарождается журналистика. Вызревание этих условий падает в разных странах на различное время — конец XVI, XVII, XVIII вв. В России журналистика как индустрия информации появилась в начале XVIII в.

### Предпосылки возникновения
Журналистики в современном понимании слова в античности ещё не существовало, как не было и системы периодических изданий, средств массовой информации. Между тем древнегреческий полис выработал некоторые способы передачи социально значимой информации.
Важнейшим каналом общественной коммуникации была агора — городская площадь, служившая центром политической и религиозной жизни полиса, местом собраний. Прогуливаясь на агоре, греки обменивались новостями и мнениями, вели политические споры, узнавали слухи. Глашатаи оповещали граждан полиса о важных событиях. Другим местом общения греков были гимнасии — помещения для спортивных занятий, которые постепенно превратились в центры обмена информацией и идеями, своеобразные высшие учебные заведения, где с докладами выступали философы.
Демократическое государственное устройство полисов, в которых высшая законодательная власть принадлежала народному собранию, превратило полис в «цивилизацию болтовни». Устное слово было не только основным носителем информации, но и инструментом политического влияния. Успех в политике напрямую зависел от умения красиво и убедительно говорить.
Всё это привело к расцвету в Древней Греции в V в. до н. э. ораторского искусства. Учителями красноречия стали софисты (мудрецы), выступавшие с публичными лекциями в разных полисах. Софисты поражали слушателей изощрённостью своих аргументов, умением доказать любой тезис, мастерством импровизированных ответов на вопросы публики. Завоевав репутацию непревзойдённых ораторов, они стали давать дорогостоящие уроки красноречия.
С древних времён и до наших дней устные выступления ораторов являлись и остаются важнейшей формой массово-информационной деятельности. Представители государственной власти рассылали для оповещения подданных своих гонцов — глашатаев, дьяков, герольдов. С устными формами распространения информации связаны слова — «форум» (площадь собраний в Риме), «трибуна» (выборные должности, затем место произнесения речи), «вече» (собрание у славян), «дума» (собрание советников) и др. Многие из них сохранились в названиях газет и журналов, что свидетельствует о прочных связях журналистики с пражурналистскими явлениями. Унаследованными оказались и такие слова, как «вестник» («Московский вестник»), «курьер» («Курьер ЮНЕСКО»), «герольд» («International Gerald Tribune»), «почта» («The Morning Post»), «трибуна» («Chicago Tribune»), «дума» («Дума») и т. д. Имена персонажей мифологии, выступавших в качестве вестников богов (и потому изображавшихся с крылышками на сандалиях) и покровителей глашатаев (греч. — Гермес, рим. — Меркурий), также вошли в журналистский лексикон («Московский Меркурий» и др.).
Одновременно с устными развивались письменные формы массово-информационной деятельности: государственные институты, общественные деятели, иерархи церкви рассылали различные письменные документы — послания, реляции, рескрипты, буллы. Позже возникли прокламации, листовки, эпистолярные формы корреспонденции. На их основе сформировались жанры публицистики, широко вошедшие в журналистскую практику.
Все эти формы общественной коммуникации, активно используемые сейчас, возникли в древности как формы пражурналистской деятельности. Тогда же появилось и некое подобие газеты. В обширных древних государствах (прежде всего в Римской империи) устные формы распространения сведений оказались недостаточными, равно как и рассылка с гонцами письменных сообщений. Поэтому возникли «писаные» формы собственно пражурналистики — подобия газет в виде сводок актуальных материалов разного рода и форм.

### Первые газеты
Прообразом газеты считают древние рукописные сводки новостей. Ещё Юлий Цезарь начал публиковать «Деяния сената», а затем «Ежедневные общественные дощечки», на которых записывали хронику событий. Примерно с 911 года в Китае начал выходить «Цзинь бао» («Столичный вестник»).
Relation aller Fürnemmen und gedenckwürdigen Historien, опубликованная в 1605 году в Страсбурге, считается первой газетой. Первое успешное ежедневное издание на английском языке — британская газета The Daily Courant, печаталась с 1702 по 1735 годы. Со временем пресса оформилась как влиятельный социальный инструмент под титулом «Четвёртая власть».
Прогресс в научной и технических областях стал предпосылкой для возникновения журналистики и появления первых печатных периодических изданий. Церковные письма, которые можно считать первыми документальными источниками, писались вручную на огромных свитках. Толчком для развития журналистики стало появление нового материала для письма — бумаги, и конечно, изобретение Иоганном Гутенбергом наборного шрифта — отдельных литер, из которых можно составить любой текст. Тем самым расширялись возможности для тиражирования актуальной информации, для появления массовой читательской аудитории.

## Функции журналистики
В терминологическом аппарате теоретического курса по журналистике в числе ключевых выделяются вопросы о функциях. В научной литературе зафиксированы определённые подходы к проблеме функций журналистики. Но в связи с тем, что реальные процессы, происходящие в современной журналистике, дают новый опыт, требующий своего теоретического осмысления, дискуссия по данной проблеме не завершена.
По образному выражению Евгения Павловича Прохорова, «пространство функций» включает в себя идеологические, культурно-образовательные, непосредственно-организаторские, рекламно-справочные и рекреативные функции. Другой исследователь — проф. С. Г. Корконосенко, подчёркивая многокачественность прессы как общественного явления, выделяет следующие социальные роли журналистики — производственно-экономическую, информационно-коммуникативную, регулирующую и духовно-идеологическую.
В соответствии с классификацией И. Ю. Глинской, информация в социальной системе выполняет коммуникативную, отражательную и управленческую функции.
Среди многообразных мнений и подходов, представленных в научной литературе, зафиксируем общепринятые функции СМИ: информационная, коммуникационная, идеологическая (в некоторых интерпретациях — ценностно-ориентационная), культурно-образовательная, организаторская, релаксации (рекреационная).
Трансформация функций журналистики — это производное от трансформации самой системы журналистики. Общепринятый, классический набор функций по-разному интерпретируется в разных сферах журналистики.

## Система журналистики
Система журналистики всё время меняется в связи с развитием науки и техники, изменением старых и появлением новых каналов распространения информации, трансформацией потребностей и характеристик аудитории. Журналистика состоит из различных родов, в каждом из которых существуют свои виды, жанры и форматы.
Интернет преобразовал СМИ в СМК (Средства массовой коммуникации) фактом своего рождения. Принципы, лежащие в основе функционирования интернета, начали трансформировать и саму структуру СМИ. Эффективное решение многих актуальных задач, лежащих в сфере журналистики, уже невозможно исключительно информационным (вещательным) путём, а необходимо их коммуникационное решение.
Таким образом, современные массмедиа — это система, которая объединяет традиционные средства массовой информации, глобальные телекоммуникационные средства (сеть) и сумму технологий работы с массовой аудиторией и тем самым порождает виртуальные реальности информационных пространств.

### Роды журналистики
Каждый род журналистики обладает специфическим способом отражения реальности. В мире уже привыкли называть прессу, радио и телевидение средствами массовой информации. Здесь нет противоречия: используя различные способы создания журналистских произведений, каждый род журналистики пользуется различными средствами доставки этих произведений потребителю информации. Газетчики печатают периодические издания. Радиожурналисты и тележурналисты осуществляют вещание, но первые передают в эфир только звуковую информацию, а вторые транслируют и звук, и изображение. Относительно новым родом журналистики является интернет-журналистика, также выделяют мобильную журналистику.
Иногда особым родом журналистики считают информационные агентства. Однако при полном сходстве методики работы сотрудников агентств с их коллегами в газетах, на телевидении и радио, эти ведомства — своеобразная инфраструктура массовой информации, вспомогательное подразделение.

#### Пресса (печатная журналистика)
У печатной журналистики один инструмент — напечатанное слово. Сотрудники печатных изданий описывают словами событие, факт, идею — читатель пробегает глазами по строчкам, складывает буквы в слова, слова — в предложения, отдельные фразы — в контекст и декодирует прочитанное, воспринимает его в том ключе, в каком это замыслил журналист, либо понимает написанное иначе — и это вина не читателя, но автора.
- Каналы распространения: газеты, журналы, альманахи, листовки и т. д.;
- Основной инструмент: печатное слово;
- Основной тип контента: визуальный.

Написа́ние новосте́й (англ. News style) — термин относится к технике газетного изложения. Это ответ на пять вопросов: кто, что, когда, где и почему (все на букву W: англ. who, what, when, where, why)

Хорошо написанная вещь — ясная, легко читаемая, в ней используется незакостеневший язык, она поучает и развлекает. Все эти характеристики подходят к хорошо написанной газетной статье в той же мере, что и к хорошо написанному роману.

#### Радиожурналистика
Радиожурналист имеет на вооружении слово сказанное, звучащее во всём богатстве интонаций, смысловых и логических ударений, пауз, подкреплённое музыкой и шумами, что позволяет нести аудитории не только текст, но и подтекст, обогащая содержание радиоматериала. У потребителя радиоинформации главный орган восприятия — слух.
- Каналы распространения: радио на FM-частотах, кабельное радио, интернет;
- Основной инструмент: звук;
- Основной тип контента: аудиальный;

#### Тележурналистика
Телевидение оперирует аудиовизуальными образами. Его сила в зримости, конкретности, практической невозможности трактовать увиденное как-то иначе.
- Каналы распространения: телевидение (аналоговое, кабельное, спутниковое), интернет;
- Основной инструмент: видео;
- Основной тип контента: аудиовизуальный;

Подходы к классификации современного телевидения:
- по способу доставки телевизионного сигнала: выделяется эфирное (наземные сети), неэфирное (кабельное, спутниковое), широкополосное интернет-ТВ и мобильное ТВ;
- по типу сигнала: аналоговое и цифровое, а также стандартное (SD) и высокой чёткости (HD) ТВ;
- по типу организации вещания: централизованное и сетевое ТВ;
- по доступности для абонентов: бесплатное / общедоступное и платное ТВ;
- по охвату / географическому рынку: общенациональное / федеральное и региональное (местное) ТВ;
- по природе программных стратегий: универсальное (General Interest) и специализированное (Special Interest);
- по целевой аудитории: массовое и нишевое;
- по типу собственности: частные, государственные и смешанные предприятия;
- по функции в производственной цепочке отрасли: вещатели/каналы, производители программ/производящие компании, агрегаторы, дистрибьюторы и операторы.

 Нишевое телевидение как медиафеномен 

Развитие телевидения в 21 веке характеризуется появлением и распространением нишевых каналов. В эпоху Третьей волны появляется всё больше средств массовой информации, ориентированных на узкие аудитории со специфическими, чётко выраженными предпочтениями.

Телевизионная ниша — это место телеканала, которое он занимает в соответствии со своей узкой темой и соответствующим ей форматом.

Фрагментация телеаудитории, по мнению аналитика Елены Вартановой, связана с изменением социальной структуры российского общества, изменением форм занятости и организации свободного времени. Отсюда — увеличение числа программ развлекательного характера, которые чётко специализированы на программы, посвящённые моде, спорту, здоровью, музыке, театру и т. д. А также — фрагментация является итогом цифровизации телевидения. С увеличением числа каналов растёт и их тематическое разнообразие.

Нишевые телеканалы могут быть частью эфирного вещания, но большее распространение узкоспециализированные каналы сейчас получают на неэфирном и платном ТВ, а также в сети Интернет.

#### Интернет-журналистика
Интернет-журналистика — это качественно новый культурный и цивилизационный феномен, представляющий собой деятельность по формированию и представлению информационных образов актуальности, причём носителями этих образов могут быть не только слово, но и картинка, фотография, кино, видео, звук, веб-страница — любой объект, способный выступать в роли носителя информации или текста в широком смысле этого слова.
- Каналы распространения: интернет;
- Основной инструмент: гипертекст;
- Основной тип контента: мультимедийный;

#### Фотожурналистика
- Каналы распространения: как включения в печатной прессе, интернете и телевидении;
- Основной инструмент: фотография;
- Основной тип контента: визуальный;

Возможны смешения этих видов, например, фотожурналистика может быть печатной, радиопрограммы могут передаваться через сеть Интернет, в звуковом и текстовом виде, интернет-издания могут готовить программы для радио, телевизионное вещание может быть организовано через сети (мобильный интернет, мобильную связь) и т. п.

#### Журналистика погружения
Это разновидность журналистики, при которой с помощью технологий виртуальной реальности создаётся эффект присутствия в конкретном месте. Журналистика погружения позволяет аудитории от первого лица увидеть и услышать всё происходящее с помощью доступа в виртуальную версию местоположения событий, в которой точно передаются звуки и объекты, люди и ощущения.

### Виды журналистики
Произведения каждого вида можно встретить в любом из родов журналистики. В свою очередь, каждый из журналистских видов подразделяется на подвиды, или жанры. Видовое и жанровое членение отражает стремление осмыслить реальный мир во всём многообразии действительности.
- Информационная публицистика
- Аналитическая публицистика
- Художественная публицистика

### Жанры журналистики
Классификация журналистских жанров во многом схожа с системой литературных жанров. Ещё в середине IV в. до н. э. Аристотель в фундаментальных трудах «Поэтика» и «Риторика» обосновал деление литературы на роды в зависимости от способа отражения реальной действительности (поэзия — особый вид лирики, проза — эпическое произведение, драма — диалог). Продолжая традиции литературоведения и искусствоведения, теория журналистики также изучает роды, виды и жанры журналистских произведений. Причина такого деления кроется в многообразии типов общественной практики человека, невероятном разнообразии окружающего нас мира и творческих возможностей его отражения.
Хосе Ортега-и-Гассет в эссе «Мысли о романе» совершенно справедливо писал, что «жанр в искусстве, как вид в зоологии, — это ограниченный репертуар возможностей». Это определение в ещё большей степени относится к журналистским жанрам, почти все из которых, кстати, имеют свои прототипы-аналоги в литературе.
Основой всех журналистских произведений является факт. Факт — это свершившееся событие. Факты являются основой информации. Факт обладает следующими свойствами: достоверностью, свежестью, правдивостью, общественной значимостью, он не должен быть банальным.
Учёные выделяют разные способы классификации журналистских жанров. Самый распространённый способ предусматривает их деление на информационные, аналитические и художественно-публицистические. Но встречаются и другие способы, например, исследователь Лев Кройчик разделяет тексты на:
- Оперативно-новостные — все виды заметок.
- Оперативно-исследовательские — отчёт, репортаж, интервью.
- Исследовательско-новостные — рецензия, корреспонденция, комментарий.
- Исследовательские — статья, письмо.
- Исследовательско-образные — фельетон, эссе.

Жанр по Кройчику — особая форма организации жизненного материала, представляющая собой специфическую совокупность структурно-композиционных признаков. По-другому к рассмотрению этого вопроса подходит Семён Гуревич. Он даёт определение самого понятия «жанр», признавая его как устойчивые особенности содержательно-тематических характеристик, типа отображаемой действительности, композиции, стилистики. Соответственно, разнится и типология разделения жанров. Согласно концепции Гуревича, все жанры делятся на:
- Жанры новостной информации
- Диалогические жанры
- Ситуативно-аналитические жанры
- Эпистолярные жанры
- Художественно-публицистические жанры
- Сатирические жанры

Со временем, одни жанры начинают преобладать над другими. Так, с развитием интернет-журналистики первое место по распространённости завоевала информационная заметка.

#### Информационные жанры
Информационные жанры нацелены главным образом на передачу объективной информации о событиях, людях, явлениях; журналистская оценка и анализ в этом случае уходят на второй план. Журналист в этом случае выступает как фиксатор хода событий, источник информации, недоступной получателю из первых рук, посредник, передающий сведения с места событий в контексте реального времени. К информационным жанрам относятся:
- заметка;
- событийное интервью;
- репортаж;
- хроника;
- расширенная информация;
- отчёт;
- некролог и другие.

#### Аналитические жанры
- корреспонденция;
- комментарий;
- статья;
- письмо;
- рецензия;
- беседа;
- эксперимент;
- рейтинг;
- статья-список;
- обзор;
- мемуары и другие.

#### Художественно-публицистические жанры
- зарисовка;
- эссе;
- очерк;
- пасквиль;
- фельетон;
- памфлет и другие.

## Типология журналистики
Типология журналистики весьма условна, так как опирается на социальное объективно-истинное знание, подвергнутое влиянию ценностных общественных установок. В то же время такие установки могут отличаться в различных социумах. Для системного анализа необходимо выявление исторически сложившихся разделов журналистики, их периодизация и взаимовлияние. «Отнесение конкретного журнала или газеты, программы ТВ или РВ к одному из исторических типов — результат высокого обобщения на основе „ядра“ позиции и играемой в обществе роли, главной социальной направленности».
- Политическая журналистика;
- Международная журналистика;
- Деловая журналистика;
- Корпоративная журналистика;
- Бульварная журналистика;
- Музыкальная журналистика;
- Спортивная журналистика;
- Научная журналистика;
- Ресторанная журналистика;
- Журналистские расследования;
- Новая журналистика;
- Трэвел-журналистика;
- Гонзо-журналистика;
- Мультимедийная журналистика;
- Гражданская журналистика (англ. citizen journalism — самодеятельная, непрофессиональная журналистика);
- Экономическая журналистика[28];
- Социальная журналистика[29];
- Религиозная журналистика;
- Региональная журналистика[30];
- Игровая журналистика[31];
- Журналистика фактов;
- Журналистика мнений;
- Экологическая журналистика;
- Интернет-журналистика;
- Точная журналистика;

Другие.

## Роль журналистики в обществе
- Элементы журналистики;
- Профессиональные и этические стандарты;
- Манипуляция массовым сознанием[32]

## Медиаэкономика и экономика СМИ
Основным источником дохода большинства СМИ является размещение рекламных и других коммерческих материалов. Распространяя тексты и рекламу, массмедиа становятся одновременно и инструментом, стимулирующим потребление, и важным каналом информации о новых товарах и услугах. Информация, распространяемая через различные коммуникационные каналы, такие как печатная пресса, телевидение и радиовещание, продвижение медиа в коммуникационных сетях, таких как мобильная связь и интернет, становятся источником получения доходов, и могут быть рассмотрены как особый сектор экономики — медиаэкономика.
В современном обществе, однако, сама информация зачастую оказывается товаром. Этим обусловлено существование большого количества СМИ, не содержащих рекламных материалов, а полностью финансируемых различными организациями, правительствами, общественными объединениями и движениями.

## Законодательные основы
- Право на сохранение конфиденциальности источника информации

Профессиональная деятельность журналиста тесно связана с таким понятием как конфиденциальность — обязательное для выполнения лицом, получившим доступ к определённой информации, требование не передавать такую информацию третьим лицам без согласия её обладателя; за несоблюдение конфиденциальности информации журналист может быть привлечён к административной или уголовной ответственности в судебном порядке.
В различных странах журналисты обладают разным объёмом прав на распространение информации: например, правительство Великобритании приняло бо́льшее количество законопроектов о юридической ответственности за разглашение информации, чем Конгресс США. Есть и страны, которые известны своими пристрастиями к преследованиям и жёстокому обращению с журналистами — это Зимбабве и Демократическая Республика Конго (ДРК).
В США никогда не было федерального закона о конфиденциальности источников. Каждый штат самостоятельно определяет степень свободы журналиста в работе с информацией. Федеральный суд может обязать журналиста раскрыть источник информации только в крайнем случае — когда от этого зависит исход судебного процесса и разрешение вопроса не может быть достигнуто без разглашения источника информации. Журналисты, которые отказываются от дачи свидетельских показаний, могут быть привлечены к административной или уголовной ответственности.
В России существуют правовые нормы, регулирующие работу в медиа-бизнесе:
- Конституция, ст.24 — сбор, хранение, использование и распространение информации о частной жизни лица без его разрешения не допускаются.
- Уголовный кодекс РФ: ст.129 — клевета; ст.130 — оскорбление; ст.137 — нарушение неприкосновенности частной жизни.
- Постановление Пленума Верховного суда РФ от 18 августа 1992 г. № 11 «О некоторых вопросах, возникающих при рассмотрении судами дел о защите чести и достоинства граждан, а также деловой репутации граждан и юридических лиц» (с изменениями от 25 апреля 1995 г.).
- Закон РФ «О средствах массовой информации» от 27 декабря 1991 года (с изменениями и дополнениями на 2 марта 1998 г.): редакция вправе запрашивать информацию о деятельности государственных органов и организаций, общественных объединений и должностных лиц (такой запрос может быть как в устной так и в письменной форме). Ст. 39 Закона РФ «О средствах массовой информации». Согласно статьям 47 и 49 журналист имеет право:
  - Искать, запрашивать, получать, распространять информацию;
  - Посещать государственные органы, организации, предприятия, учреждения, органы общественных объединений либо их пресс-службы;
  - Быть принятым официальными лицами в связи с запросом информации, получать доступ к документам и материалам, за исключением тех фрагментов, содержащих государственную, коммерческую или специально охраняемую тайну;
  - Копировать, публиковать или оглашать либо иным способом производить документы, материалы при условии соблюдения части 1 настоящего Закона;
  - Воспроизводить записи, в том числе с использованием средств аудио- и видеотехники, кино- и фотосъёмки, за исключением случаев, предусмотренных законом;
  - Посещать специально охраняемые места стихийных бедствий, катастроф, массовых беспорядков, массовых скоплений граждан, а также местности, в которых объявлено о чрезвычайных положениях, присутствовать на митингах и демонстрациях;
  - Проверять достоверность сообщаемой ему информации; излагать свои личные суждения и оценки в сообщениях и материалах, предназначенных для распространения за его подписью; отказываться от подготовки за своей подписью сообщений или материалов, противоречащих его убеждению;
  - Распространять подготовленные сообщения и материалы за своей подписью, или под псевдонимом, или без подписи, а также пользоваться иными правами, предоставленными законодательством РФ о средствах массовой информации.

## Международные организации по развитию медиа
- Международная федерация журналистов[35]
- Международная организация журналистов
- Всемирная газетная и новостная ассоциация[36]
- Международная ассоциация медийных и коммуникационных исследований[37]
- Журналисты за права человека англ. Journalists for Human Rights[38]
- Transparency International[39]

## Современное состояние журналистики

### В России
Россия традиционно сильна школой журналистского репортажа. Традиционная советская периодика отличалась повествованием от третьего лица и очень сдержанным лексиконом. Но в середине 1980-х гласность привнесла в местную журналистику и новых авторов, и новые приёмы.
За десятилетия независимости отрасль претерпела значительные метаморфозы. Изменилась лексика и подход к подаче информации. Пресса перешла из-под единого централизованного партийного (государственного) контроля под контроль частных собственников (значительная часть которых прямо и/или косвенно контролируется государством). В России функционируют крупные издательские дома, конкурирующие между собой.
В современную российскую журналистику пришли интересные писатели (Александр Кабаков, Дмитрий Быков).
Многие российские журналисты погибли и стали всемирно известны. Так, например, убийство знаменитого российского тележурналиста и первого генерального директора ОРТ Владислава Листьева 1 марта 1995 года вызвало широкий общественный резонанс.
После экономического кризиса 2008 года медиа-менеджеры стали искать новые формы межотраслевого сотрудничества, позволяющие уменьшать редакционные расходы. С развитием т. н. новых медиа появилось такое явление как блогинг — ведение интернет-дневников на социально значимые и актуальные темы.
В России, как и в США, авторам платят гонорар в зависимости от объёма сданного текста, построчно. Штатные сотрудники не получают оклад.

### В США
После финансового кризиса 2008 года состояние индустрии не в лучшей форме — только за 2008 года и только в США уволено 16 тыс. журналистов.
Компания Tribune Company (владеющая LA Times) объявила о своём банкротстве.
Одна из старейших американских газет Rocky Mountain News прекратила существование, поставив точку в 150-летней своей истории.
The Christian Science Monitor перешла к сетевой дистрибуции (то есть ежедневная газета превратилась в обычный интернет-ресурс).
За первый квартал 2009 года в США закрыто 120 газет; в первом полугодии 2009 года тиражи американских изданий упали на 7 %.
Массовые сокращения продолжаются.
Здесь также разрабатывают новые формы сотрудничества: The New York Times в партнёрстве с Amazon’s Kindle DX старается сформировать новый пул подписчиков и остаться на плаву в эпоху «оцифровки контента».
Тем не менее критики отмечают, что, хотя способность правительства подавлять журналистскую речь сильно ограничена, концентрация собственности на медиа в руках небольшого числа владельцев частного бизнеса приводит к другим предубеждениям в репортажах и самоцензуре СМИ, которая приносит пользу в интересах корпораций и правительства.
- «Журналистика в Теннесси» — юмористический рассказ Марка Твена (1869)
- «Фрэнк Синатра простудился» — «лучший журнальный очерк всех времён и народов», репортаж о певце (1966)

В последние годы ведущие компании такие как Associated Press, Forbes,The New York Times и другие начали автоматизировать новостной контент. Идёт разработка программ для создания автоматических новостей. Появился новый вид журналистики Автоматизированная журналистика или роботизированная журналистика.

## Профессиональная подготовка
Многие университеты разных стран занимаются подготовкой журналистов и изучением журналистики как социального явления.
В вузах учебный процесс для журналистов отчасти схож с подготовкой филологов, но преподаются и специальные дисциплины, в том числе, связанные с ремеслом (вёрстка, монтаж, управление содержанием веб-сайтов и др). Отделения журналистики есть в Московском государственном университете, Санкт-Петербургском государственном университете, Северо-Кавказском и Южном федеральных университетах, Тюменском государственном университете и других вузах страны. Журналистов-международников готовят на факультете международной журналистики МГИМО (У) МИД России (1968), в магистратуре МГИМО (У) и магистратуре Высшей Школы журналистики и массовых коммуникаций СПбГУ.

Бурное развитие формата интернет-журналистики требует постоянного обновления программы обучения, материалы быстро устаревают, что требует использования современных источников информации и быстрого выявления актуальных тенденций.
Журналистика включена в конкурсную программу молодёжных Дельфийских игр России.